# Lista monumentelor istorice din județul Dâmbovița - R

Simbol utilizat pentru monumentele istorice

Lista monumentelor istorice din județul Dâmbovița - R cuprinde monumentele istorice înscrise în Patrimoniul cultural național al României și aflate în localități din județul Dâmbovița al căror nume începe cu litera R.
Lista completă este menținută și actualizată periodic de către Ministerul Culturii, Cultelor și Patrimoniului Național din România, prin intermediul Institutului Național al Patrimoniului, ultima versiune datând din 2015. Această listă cuprinde și actualizările ulterioare, realizate prin ordin al ministrului culturii.
Puteți căuta un monument din județul Dâmbovița folosind formularul de mai jos sau puteți naviga prin toate monumentele din județ la lista monumentelor istorice din județul Dâmbovița.
| Cod LMI                                  | Denumire                                                               | Localitate                         | Localizare                                                                                           | Datare, Creatori                                   | Imagine               | Erori             |
| ---------------------------------------- | ---------------------------------------------------------------------- | ---------------------------------- | --- | -------------------------------------------------- | --------------------- | ----------------- |
| DB-I-s-B-17120 (RAN: 67808.01)           | Așezare                                                                | sat Raciu; comuna Raciu            | „Tapa”, pe terasa dreapta înaltă a Dâmboviței, la 3 km S de satul Lucieni și 1,5 km E de satul Raciu | sec. XIV - XIX, Epoca medievală                    | Încarcă foto \| video | Raportează eroare |
| DB-I-s-B-17121 (RAN: 66508.01)           | Situl arheologic de la Racovița, punct „La nucii grecului”             | sat Racovița; comuna Bucșani       | „la nucii grecului”, la V de sediul CAP și la 0,5 km de sat                                          |                                                    | Încarcă foto \| video | Raportează eroare |
| DB-I-m-B-17121.01 (RAN: 66508.01.03)     | Așezare                                                                | sat Racovița; comuna Bucșani       | „La nucii grecului”, la V de sediul CAP și la 0,5 km de localitate                                   | sec. V - VI p. Chr., Epoca migrațiilor             | Încarcă foto \| video | Raportează eroare |
| DB-I-m-B-17121.02 (RAN: 66508.01.02)     | Așezare                                                                | sat Racovița; comuna Bucșani       | „La nucii grecului”, la V de sediul CAP și la 0,5 km de localitate                                   | sec. III - II a. Chr., Latène, Cultura geto-dacică | Încarcă foto \| video | Raportează eroare |
| DB-I-m-B-17121.03 (RAN: 66508.01.01)     | Așezare                                                                | sat Racovița; comuna Bucșani       | „La nucii grecului”, la V de sediul CAP și la 0,5 km de localitate                                   | Epoca bronzului                                    | Încarcă foto \| video | Raportează eroare |
| DB-I-s-B-17122 (RAN: 66508.02)           | Situl arheologic de la Racovița                                        | sat Racovița; comuna Bucșani       | „valea grecului”, la 0,75 km V de sat                                                                | Eneolitic, Cultura Gumelnița                       | Încarcă foto \| video | Raportează eroare |
| DB-I-m-B-17122.01 (RAN: 66508.02.02)     | Așezare                                                                | sat Racovița; comuna Bucșani       | „valea grecului”, la 0,75 km V de sat                                                                | Epoca bronzului, aspectul cultural Brătești        | Încarcă foto \| video | Raportează eroare |
| DB-I-m-B-17122.02 (RAN: 66508.02.01)     | Așezare                                                                | sat Racovița; comuna Bucșani       | „Valea grecului”, la 0,75 km V de localitate                                                         | Eneolitic, Cultura Gumelnița                       | Încarcă foto \| video | Raportează eroare |
| DB-I-s-B-17123 (RAN: 66508.03)           | Așezare                                                                | sat Racovița; comuna Bucșani       | „Valea grecului”, la 1-1,2 km V de sat                                                               | sec. IV p. Chr., Epoca daco-romană                 | Încarcă foto \| video | Raportează eroare |
| DB-I-s-B-17124 (RAN: 69045.01)           | Situl arheologic de la Ragu, punct „Fântâna lui Ion Poștașu zis Bâlcă” | sat Ragu; comuna Uliești           | „Fântâna lui Ion Poștașu zis Bâlcă”, pe terasa dreapta înaltă a Neajlovului, la 1,5 km NV de sat     |                                                    | Încarcă foto \| video | Raportează eroare |
| DB-I-m-B-17124.01 (RAN: 69045.01.03)     | Siliștea satului Câineni                                               | sat Ragu; comuna Uliești           | „Fântâna lui Ion Poștașu zis Bâlcă”, pe terasa dreapta înaltă a Neajlovului, la 1,5 km NV de sat     | sec. XVII - XVIII, Epoca medievală                 | Încarcă foto \| video | Raportează eroare |
| DB-I-m-B-17124.02 (RAN: 69045.01.02)     | Așezare                                                                | sat Ragu; comuna Uliești           | „Fântâna lui Ion Poștașu zis Bâlcă”, pe terasa dreapta înaltă a Neajlovului, la 1,5 km NV de sat     | sec. II - III p. Chr., Cultura dacilor liberi      | Încarcă foto \| video | Raportează eroare |
| DB-I-m-B-17124.03 (RAN: 69045.01.01)     | Așezare                                                                | sat Ragu; comuna Uliești           | „Fântâna lui Ion Poștașu zis Bâlcă”, pe terasa dreapta înaltă a Neajlovului, la 1,5 km NV de sat     | Epoca bronzului, Cultura Tei                       | Încarcă foto \| video | Raportează eroare |
| DB-I-s-B-17125 (RAN: 69045.02)           | Situl arheologic de la Ragu                                            | sat Ragu; comuna Uliești           | „Islaz”, pe terasa înaltă dreapta a Neajlovului, la 2 km NV de sat, deasupra islazului               |                                                    | Încarcă foto \| video | Raportează eroare |
| DB-I-m-B-17125.01 (RAN: 69045.02.02)     | Așezare                                                                | sat Ragu; comuna Uliești           | „Islaz”, pe terasa înaltă dreapta a Neajlovului, la 2 km NV de sat, deasupra islazului               | sec. XVII - XVIII, Epoca medievală                 | Încarcă foto \| video | Raportează eroare |
| DB-I-m-B-17125.02 (RAN: 69045.02.01)     | Așezare                                                                | sat Ragu; comuna Uliești           | „Islaz”, pe terasa înaltă dreapta a Neajlovului, la 2 km NV de sat, deasupra islazului               | Epoca bronzului, Cultura Tei                       | Încarcă foto \| video | Raportează eroare |
| DB-I-s-B-17126 (RAN: 68636.01)           | Așezare                                                                | oraș Răcari                        | Cartier Țepeș Vodă, în zona de S a satului, pe malul stâng al râului Ilfov                           | Epoca bronzului, Cultura Tei                       | Încarcă foto \| video | Raportează eroare |
| DB-I-s-A-17127 (RAN: 68262.04, 69376.01) | Brazda lui Novac, sectorul de Nord                                     | sat Răscăeți; comuna Răscăeți      | „Pădurea Răscăeți”, la 3 km S de localitate                                                          | sec. IV p. Chr., Epoca daco-romană                 | Încarcă foto \| video | Raportează eroare |
| DB-I-s-B-17128 (RAN: 65440.01)           | Așezare                                                                | sat Răzvad; comuna Răzvad          | În fostul sat Răzvadu de Jos, pe lotul lui Ciulei Gheorghe, la marginea de N a satului               | sec. II - III p. Chr., Epoca romană                | Încarcă foto \| video | Raportează eroare |
| DB-I-s-B-17129 (RAN: 65440.02)           | Curțile boierești ale lui Socol Cornățeanu                             | sat Răzvad; comuna Răzvad          | „Curtea lui Socol”, în fostul sat Răzvadu de Sus, la 0,5 km de biserică, lângă DC Răzvad- Gorgota    | sec. XVI - XVIII, Epoca medievală                  | Încarcă foto \| video | Raportează eroare |
| DB-II-m-B-17676 (RAN: 66508.05)          | Biserica „Sf. Treime”, „Toți Sfinții”                                  | sat Racovița; comuna Bucșani       | Str. Bisericii 275                                                                                   | 1806                                               | Încarcă foto \| video | Raportează eroare |
| DB-II-m-B-17677                          | Biserica „Cuvioasa Paraschiva”                                         | sat Ragu; comuna Uliești           | 238                                                                                                  | 1844                                               | Încarcă foto \| video | Raportează eroare |
| DB-II-m-B-17678                          | Biserica „Buna Vestire”                                                | oraș Răcari                        | | 1845                                               | Încarcă foto \| video | Raportează eroare |
| DB-II-m-B-17679                          | Biserica „Sf. Voievozi Mihail și Gavril”                               | sat Rătești; comuna Crângurile     | DC 94 51                                                                                             | 1826                                               | Încarcă foto \| video | Raportează eroare |
| DB-II-m-B-17681                          | Biserica „Adormirea Maicii Domnului”                                   | sat Răzvad; comuna Răzvad          | În fostul sat Răzvadu de Jos                                                                         | 1859                                               | Încarcă foto \| video | Raportează eroare |
| DB-II-m-B-17685                          | Fosta primărie Răzvadu de Sus, azi grădiniță                           | sat Răzvad; comuna Răzvad          | În fostul sat Răzvadu de Sus                                                                         | 1864                                               | Încarcă foto \| video | Raportează eroare |
| DB-II-m-B-17682                          | Casa Elena G. Ionescu                                                  | sat Răzvad; comuna Răzvad          | Str. Bisericii 16, în fostul sat Răzvadu de Jos                                                      | 1879                                               | Încarcă foto \| video | Raportează eroare |
| DB-II-m-B-17684                          | Biserica „Sf. Nicolae” și „Sf. Treime”                                 | sat Răzvad; comuna Răzvad          | Str. Bisericii 192, în fostul sat Răzvadu de Sus                                                     | 1868, pe fundații din sec. XVII-XVIII              | Încarcă foto \| video | Raportează eroare |
| DB-II-m-B-17680                          | Casa Gheorghe Bălescu                                                  | sat Răzvad; comuna Răzvad          | Str. Dispensarului 65, în fostul sat Răzvadu de Jos                                                  | 1940                                               | Încarcă foto \| video | Raportează eroare |
| DB-II-m-B-17686                          | Conacul Vlădeștilor                                                    | sat Răzvad; comuna Răzvad          | Str. Principală 14, în fostul sat Răzvadu de Sus 44.93577°N 25.53291°E                               | înc. sec. XX                                       | Încarcă foto \| video | Raportează eroare |
| DB-II-m-B-17683                          | Fosta școală, azi Centru educativ de zi                                | sat Răzvad; comuna Răzvad          | Str. Principală 185, în fostul sat Răzvadu de Sus                                                    | 1912                                               | Încarcă foto \| video | Raportează eroare |
| DB-II-m-B-17687                          | Școala                                                                 | sat Râncăciov; comuna Dragomirești | Str. Principală 3 44.8854°N 25.365°E                                                                 | înc. sec. XX                                       |                       | Raportează eroare |
| DB-II-m-B-17688                          | Biserica „Sf. Nicolae”, „Sf. 40 Mucenici” și „Sf. Pantelimon”          | sat Râu Alb de Jos; comuna Râu Alb | DJ 712A 233                                                                                          | 1853 - 1854                                        | Încarcă foto \| video | Raportează eroare |
| DB-II-m-B-17689                          | Biserica „Sf. Nicolae”                                                 | sat Românești; comuna Potlogi      | Str. Crucii                                                                                          | 1878 - 1880                                        | Încarcă foto \| video | Raportează eroare |
| DB-II-m-B-17692                          | Biserica „Intrarea în Biserică”, „Sf. Nicolae și Duminica Tomii”       | sat Runcu; comuna Runcu            | Str. Bisericii Runcu 1                                                                               | 1844 - 1846                                        | Încarcă foto \| video | Raportează eroare |
| DB-III-m-A-17785                         | Monumentul Eroilor din Războiul 1916 - 1918, „Despărțirea”             | sat Răzvad; comuna Răzvad          | În fostul sat Răzvadu de Jos, lângă Primărie                                                         | 1933                                               | Încarcă foto \| video | Raportează eroare |
| DB-III-m-B-21075                         | Monumentul Eroului intitulat „Jertfa”                                  | sat Răzvadul de Sus; comuna Răzvad | | Vasile Blendea (sculptor)                          | Încarcă foto \| video | Raportează eroare |
| DB-IV-m-A-17841                          | Cruce de piatră                                                        | sat Răzvad; comuna Răzvad          | La Monumentul Eroilor din Răzvadu de Jos                                                             | 1632 - 1654                                        | Încarcă foto \| video | Raportează eroare |
| DB-IV-m-A-17842                          | Crucea lui Socol Cornățeanu                                            | sat Răzvad; comuna Răzvad          | În fostul sat Răzvadu de Sus, în curtea lui Ion Mihălăchioiu                                         | 1646                                               | Încarcă foto \| video | Raportează eroare |
| DB-IV-m-B-17844                          | Troiță                                                                 | sat Răzvad; comuna Răzvad          | | sec. XIX                                           | Încarcă foto \| video | Raportează eroare |
| DB-IV-m-B-17843                          | Placa comemorativă a Răscoalei din 1907                                | sat Răzvad; comuna Răzvad          | Principală 97, în fostul sat Răzvadu de Sus, lângă școala primară                                    | 1957                                               | Încarcă foto \| video | Raportează eroare |
| DB-IV-m-A-17840                          | Stâlp de piatră                                                        | sat Râncăciov; comuna Dragomirești | În cimitir                                                                                           | 1728                                               | Încarcă foto \| video | Raportează eroare |